# Diamond Head (Hawaii)
Diamond Head è un cratere vulcanico situato sull'isola di Oahu a pochi chilometri a sud-est di Honolulu, capitale delle isole Hawaii.
È noto ai nativi hawaiani come Lē'ahi; il nome deriva molto probabilmente da lae 'promontorio' e 'ahi 'tonno', in quanto la forma del dorsale ricorda la forma della pinna dorsale di un tonno. Il nome inglese fu invece dato dai marinai britannici che, nel XIX secolo, scambiarono i cristalli di calcite situati nella spiaggia adiacente per dei diamanti.

## Geologia
Si ritiene che la formazione del Diamond Head sia avvenuta circa 300 000 anni fa durante una singola e breve eruzione, quando l'estremità sud-orientale della catena Ko'olau eruttò sotto all'oceano dopo un'inattività vulcanica che durava da 1,3 milioni di anni: il magma si separò in cenere e particelle, le quali, soffiate in aria, si cementarono in tufo.